# Karl Görge
Karl Görge, auch Karl Görge-Prochaska (* 29. Oktober 1872 in Karolinenthal, Prag, Österreich-Ungarn; † 20. Mai 1933) war ein deutscher Kunstmaler, Filmarchitekt und Innenarchitekt.

## Leben
Görge besuchte deutsche und böhmische Volksschulen, ehe er ans Prager Rudolfinum wechselte. Am Deutschen Landestheater wurde er unter Angelo Neumann zum Theatermaler ausgebildet. Bald darauf begann er Bühnenkulissen zu malen und als Schauspieler in kleinen Rollen aufzutreten. In den Theatern von Wiener Neustadt und Bistritz wirkte Görge als Bühnenleiter. 1890 traf er in Berlin ein. Dort begann er am Königlichen Opernhaus Bühnenkulissen zu malen. Später wurde Karl Görge ein gefragter Kulissengestalter für die führenden Bühnen Berlins und entwarf als Szenenbildner auch eine Reihe von Produktionen Max Reinhardts, darunter Salome und Ein Sommernachtstraum. Gastspiele führten ihn erneut nach Böhmen sowie nach England und in die Vereinigten Staaten.
Seit 1919 beim Film, war Karl Görge die gesamten 20er Jahre ein bestens beschäftigter Filmarchitekt. Seine bekanntesten Szenenbilder entwarf der Prager für führende Inszenierungen von Paul Leni und Karl Grune. Gegen Ende desselben Jahrzehnts schuf er auch die Dekorationen für einige Sensationsfilme mit Eddie Polo. Mit Anbruch des Tonfilmzeitalters verließ Görge die Branche wieder. Karl Görge hat auch als Innenarchitekt gearbeitet und gestaltete die Räumlichkeiten und Umbauten von Theatern wie von Restaurants.

## Filmografie
- 1921: Die Verschwörung zu Genua
- 1921: Mann über Bord
- 1921: Nachtbesuch in der Northernbank
- 1921: Die Nacht ohne Morgen
- 1921: Die Jagd nach Wahrheit
- 1921: Hintertreppe
- 1922: Der Graf von Charolais
- 1923: Schlagende Wetter
- 1923: Die Straße
- 1924: Arabella, der Roman eines Pferdes
- 1925: Komödianten
- 1925: ...und es lockt ein Ruf aus sündiger Welt
- 1925: Die unberührte Frau
- 1926: Die Brüder Schellenberg
- 1926: Der Seekadett
- 1926: Die Flucht in den Zirkus
- 1927: Die Geliebte
- 1927: Das Mädchen ohne Heimat
- 1927: Le bateau de verre
- 1928: Eddy Polo im Wespennest
- 1928: Der gefesselte Polo
- 1929: Hände hoch, hier Eddy Polo
- 1929: Der gefesselte Eddy Polo
- 1929: Trust der Diebe